# Victòria de Hessen-Darmstadt
Victòria de Hessen-Darmstadt, princesa de Battenberg i marquesa de Milford-Haven (Windsor 1863 - Londres 1950). Princesa de Hessen-Darmstadt per naixement amb el grau d'altesa gran ducal.
Nascuda al castell de Windsor el 5 d'abril de 1863, era filla del gran duc Lluís IV de Hessen-Darmstadt i de la princesa Alícia del Regne Unit, essent neta de la reina Victòria I del Regne Unit.
Educada a la cort de Darmstadt i a la cort britànica, aviat es relacionà molt intensament amb els seus cosins anglesos. El 30 d'abril de 1884 es casà amb el príncep Lluís de Battenberg, pertanyent a la casa gran ducal de Hessen però a una branca morganàtica. La parella s'establí a Londres i tingueren quatre fills:
- SAS la princesa Alícia de Battenberg nascuda a Londres el 1885 i morta a Londres el 1969. Es casà amb el príncep Andreu de Grècia.

- SAS la princesa Lluïsa Mountbatten nascuda a Londres el 1889 i morta a Estocolm el 1965. Es casà amb el rei Gustau VI Adolf de Suècia.

- SAS el príncep Jordi Mountbatten, segon marquès de Milford Haven, nascut a Londres el 1892 i mort el 1938. Es casà amb la princesa Nadajda Mikhailovich Romanov filla del tsar Miquel II de Rússia.

- SAS el príncep Lluís Mountbatten, primer comte Moubatten de Birmània, nascut a Londres el 1900 i assassinat per l'IRA a la badia de Belfast el 1979. Es casà amb lady Edwina Ashley.

L'any 1917, en plena Primera Guerra Mundial la família Battenberg renuncià als seus títols alemanys i el rei Jordi V del Regne Unit els atorgà el títol anglès de marquesos de Milford-Haven i adoptaren el cognom de Mountbatten.
La princesa era àvia del príncep Felip de Grècia espòs de la reina Elisabet II del Regne Unit, i besàvia del príncep de Gal·les.
Morí al Palau de Kensington i va ser enterrada a l'església de Saint Mildred a Whippingham a l'Illa de Wight.